# Stefania Buttignon
Stefania Buttignon (* 7. Juli 1997 in Monfalcone) ist eine italienische Ruderin. Sie gewann 2019 gemeinsam mit Stefania Gobbi bei den Ruder-Europameisterschaften im Doppelzweier die Bronzemedaille.

## Karriere
Im Jahr 2018 nahm Stefania Buttignon zum ersten und einzigen Mal in ihrer Karriere an den Ruder-U23-Weltmeisterschaften. Mit Silvia Crosio bildete sie bei den U23-Weltmeisterschaften 2019 in Posen den Leichtgewichts-Doppelzweier. Zusammen erreichten sie das A-Finale und konnten sich dort den U23-Weltmeistertitel mit fast drei Sekunden Vorsprung vor dem deutschen Boot und den Boot aus den Vereinigten Königreich. Als frischgebackene U23-Weltmeisterin wurde Stefania Buttignon vom italienischen Ruder-Verband als Reserve-Fahrerin für die Weltmeisterschaften 2018 in Plowdiw nominiert, wo sie nicht zum Einsatz kam. Ein Jahr später wurde sie für die Ruder-Europameisterschaften 2019 in Luzern nominiert und bildete dort mit Stefania Gobbi den italienischen Doppelzweier. Sie qualifizierten sich für das A-Finale und konnten sich dort hinter dem deutschen Boot, welches von Leonie Menzel und Carlotta Nwajide gebildet wurde, und dem rumänischen Boot, das von Nicoleta-Ancuța Bodnar und Simona Geanina Radiș gebildet wurde, die Bronzemedaille sichern.
Zwischen den 21. und 23. Juni 2019 nahm Stefania Buttignon in Posen am Ruder-Weltcup teil und gab dabei ihr Debüt in dieser Rennserie. Sie verpasste gemeinsam mit Stefania Gobbi im Doppelzweier das A-Finale und belegte im B-Finale den zweiten Platz. Zum Saisonabschluss wurde sie vom italienischen Verband für die Weltmeisterschaften 2019 in Linz nominiert und durfte dort gemeinsam mit Stefania Gobbi im Doppelzweier an den Start gehen. Im Halbfinale verpassten die beiden die Qualifikation für das A-Finale und gingen daraufhin im B-Finale an den Start, welches sie gewinnen konnten und damit den Wettbewerb auf den siebten Platz beendeten.